# Jean Bidot

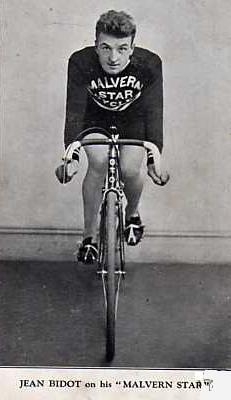
Jean Bidot (1930)

Jean Bidot (* 23. Januar 1905 in Saint-Germain-en-Laye; † 17. Oktober 1986 in Paris) war ein französischer Radrennfahrer.

## Sportliche Laufbahn
Als Amateur gewann er 1924 die Eintagesrennen Paris–Orléans und Paris–Reims, sowie das Etappenrennen Circuit de l'Aube mit zwei Etappensiegen. 1926 wurde er Unabhängiger und 1927 Berufsfahrer im Radsportteam Alcyon-Dunlop. Er blieb bis 1937 als Radprofi aktiv. 1946 fuhr er erneut eine Saison als Profi, blieb aber ohne Erfolge.
In seiner Karriere gewann er den Circuit de Paris 1928, Paris–Belfort, Paris–Vichy, den Circuit Vosges-Alsace und die Tour de l’Allier 1931. 1932 gewann er Paris–Angers, Paris–Vichy und Poitiers–Saumur–Poitiers, 1933 Paris–Troyes und Belfort–Strasbourg–Belfort, 1934 Paris–Bourganeuf, die Tour du Vaucluse und den Circuit des Deux-Sèvres. Etappensiege holte Bidot in der Trophée de Champagne 1927, in der Tour of Tasmania 1930 und im Rennen Barcelona–Madrid 1932. Seinen letzten bedeutenden Erfolg hatte er 1935 mit dem erneuten Gewinn der Tour du Vaucluse.
Zweiter wurde Bidot in der nationalen Meisterschaft im Straßenrennen 1929, im Circuit de l’Allier 1932 und bei Paris–Troyes 1936.
Dritte Plätze gewann er in den Rennen Paris–Épernay 1927, Paris–Le Havre 1928, in der Tour of Tasmania 1930, im Circuit du Midi und bei Paris–Belfort 1932, im Critérium national 1933, im Circuit du Morbihan 1934, bei Paris–Troyes 1935, Paris–Limoges 1936 und Paris–Nantes 1937. 
Dreimal startete er in der Tour de France. 1928 wurde er 22., 1934 35. der Gesamtwertung und 1931 schied er aus. 1929 wurde er 10. im Rennen der UCI-Straßen-Weltmeisterschaften.

## Familiäres
Sein Bruder Marcel Bidot war ebenfalls Radprofi.